# Ném

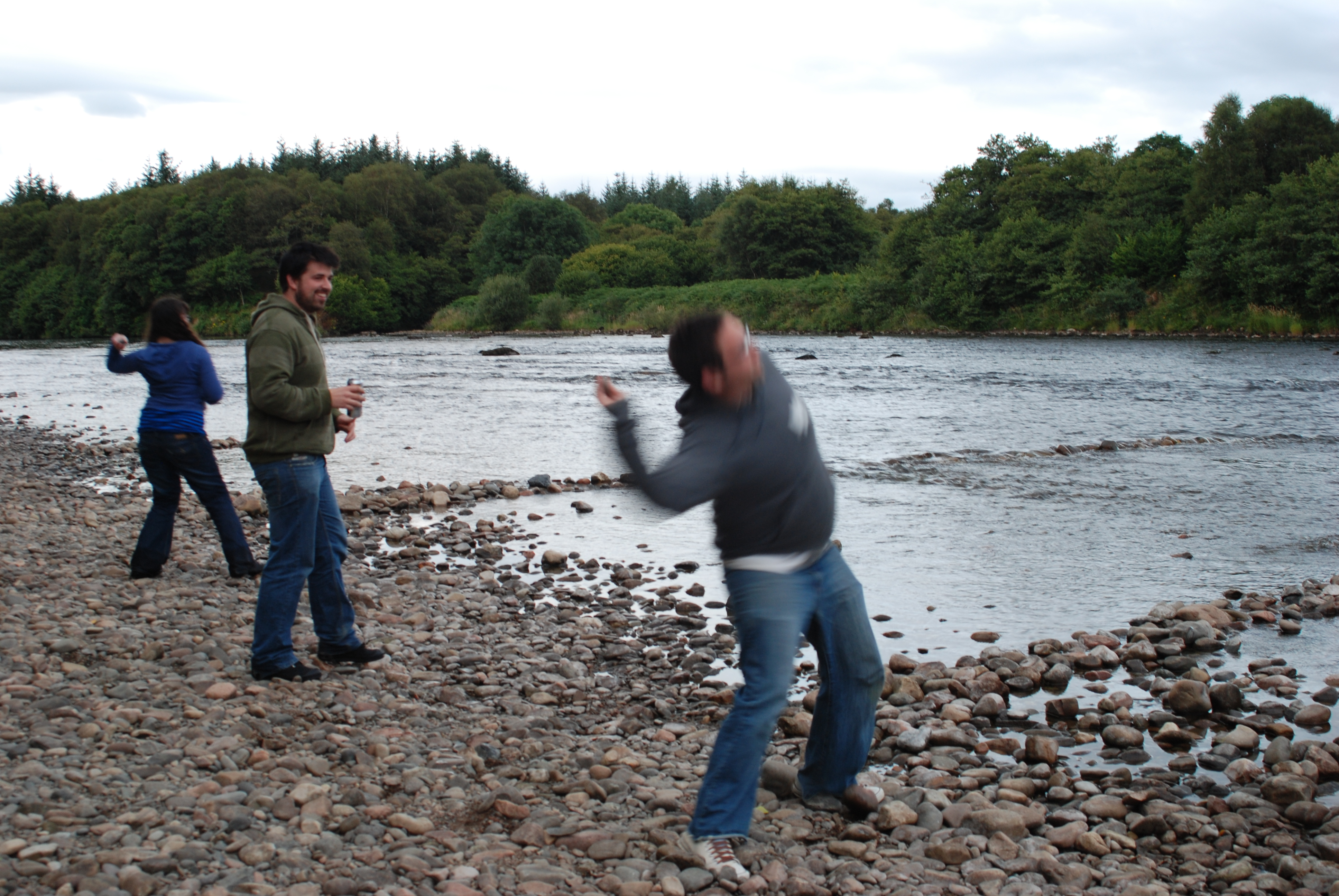
Ném đá

Ném là một hành động đẩy hoặc phóng một vật ra xa trên không bằng tay.. Hành động này chỉ có thể thực hiện bởi các động vật có khả năng cầm nắm vật bằng tay, chủ yếu là các loài trong bộ Linh trưởng.
Con người với việc đi đứng bằng hai chân, có nhiều khả năng và kỹ thuật ném khác nhau. Những điều này được sử dụng trong các cuộc chiến tranh, đầu tiên là ném đá, sau đó ném các vũ khí tinh chế (như ném giáo), và ngày nay là ném lưu đạn hoặc hơi cay. Ném cũng được dùng trong các môn thể thao và trò chơi như bóng ném, ném còn,...